# ナショナル・ボード・オブ・レビュー賞 作品賞
ナショナル・ボード・オブ・レビュー賞作品賞（National Board of Review Award for Best Film）は、アメリカ合衆国のナショナル・ボード・オブ・レビューが贈る賞の一つである。

## 受賞一覧

### 1930年代
| 年   | 受賞作品           | 監督                     |
| ---- | ------------------ | ------------------------ |
| 1932 | 『仮面の米国』     | マーヴィン・ルロイ       |
| 1933 | 『トパーズ』       | ハリー・ダバディ・ダラー |
| 1934 | 『或る夜の出来事』 | フランク・キャプラ       |
| 1935 | 『男の敵』         | ジョン・フォード         |
| 1936 | 『オペラハット』   | フランク・キャプラ       |
| 1937 | 『夜は必ず来る』   | リチャード・ソープ       |
| 1938 | 『城砦』           | キング・ヴィダー         |
| 1939 | 『戦慄のスパイ網』 | アナトール・リトヴァク   |

### 1940年代
| 年   | 受賞作品         | 監督                                 |
| ---- | ---------------- | ------------------------------------ |
| 1940 | 『怒りの葡萄』   | ジョン・フォード                     |
| 1941 | 『市民ケーン』   | オーソン・ウェルズ                   |
| 1942 | 『軍旗の下に』   | ノエル・カワード、デヴィッド・リーン |
| 1943 | 『牛泥棒』       | ウィリアム・A・ウェルマン            |
| 1944 | 『孤独な心』     | クリフォード・オデッツ               |
| 1945 | The True Glory   | キャロル・リード                     |
| 1946 | 『ヘンリィ五世』 | ローレンス・オリヴィエ               |
| 1947 | 『殺人狂時代』   | チャールズ・チャップリン             |
| 1948 | 『戦火のかなた』 | ロベルト・ロッセリーニ               |
| 1949 | 『自転車泥棒』   | ヴィットリオ・デ・シーカ             |

### 1950年代
| 年   | 受賞作品                 | 監督                            |
| ---- | ------------------------ | ------------------------------- |
| 1950 | 『サンセット大通り』     | ビリー・ワイルダー              |
| 1951 | 『陽のあたる場所』       | ジョージ・スティーヴンス        |
| 1952 | 『静かなる男』           | ジョン・フォード                |
| 1953 | 『ジュリアス・シーザー』 | ジョーゼフ・L・マンキーウィッツ |
| 1954 | 『波止場』               | エリア・カザン                  |
| 1955 | 『マーティ』             | デルバート・マン                |
| 1956 | 『八十日間世界一周』     | マイケル・アンダーソン          |
| 1957 | 『戦場にかける橋』       | デヴィッド・リーン              |
| 1958 | 『老人と海』             | ジョン・スタージェス            |
| 1959 | 『尼僧物語』             | フレッド・ジンネマン            |

### 1960年代
| 年   | 受賞作品                         | 監督                                                                                |
| ---- | -------------------------------- | ----------------------------------------------------------------------------------- |
| 1960 | 『息子と恋人』                   | ジャック・カーディフ                                                                |
| 1961 | Question 7                       | スチュアート・ローゼンバーグ                                                        |
| 1962 | 『史上最大の作戦』               | ケン・アナキン、アンドリュー・マートン、 ガード・オズワルド、ベルンハルト・ヴィッキ |
| 1963 | 『トム・ジョーンズの華麗な冒険』 | トニー・リチャードソン                                                              |
| 1964 | 『ベケット』                     | ピーター・グレンヴィル                                                              |
| 1965 | The Eleanor Roosevelt Story      | リチャード・カプラン                                                                |
| 1966 | 『わが命つきるとも』             | フレッド・ジンネマン                                                                |
| 1967 | 『遥か群衆を離れて』             | ジョン・シュレシンジャー                                                            |
| 1968 | 『栄光の座』                     | マイケル・アンダーソン                                                              |
| 1969 | 『ひとりぼっちの青春』           | シドニー・ポラック                                                                  |

### 1970年代
| 年   | 受賞作品                   | 監督                           |
| ---- | -------------------------- | ------------------------------ |
| 1970 | 『パットン大戦車軍団』     | フランクリン・J・シャフナー    |
| 1971 | 『マクベス』               | ロマン・ポランスキー           |
| 1972 | 『キャバレー』             | ボブ・フォッシー               |
| 1973 | 『スティング』             | ジョージ・ロイ・ヒル           |
| 1974 | 『カンバセーション…盗聴…』 | フランシス・フォード・コッポラ |
| 1975 | 『バリー・リンドン』       | スタンリー・キューブリック     |
| 1975 | 『ナッシュビル』           | ロバート・アルトマン           |
| 1976 | 『大統領の陰謀』           | アラン・J・パクラ              |
| 1977 | 『愛と喝采の日々』         | ハーバート・ロス               |
| 1978 | 『天国の日々』             | テレンス・マリック             |
| 1979 | 『マンハッタン』           | ウディ・アレン                 |

### 1980年代
| 年   | 受賞作品                       | 監督                           |
| ---- | ------------------------------ | ------------------------------ |
| 1980 | 『普通の人々』                 | ロバート・レッドフォード       |
| 1981 | 『炎のランナー』               | ヒュー・ハドソン               |
| 1981 | 『レッズ』                     | ウォーレン・ベイティ           |
| 1982 | 『ガンジー』                   | リチャード・アッテンボロー     |
| 1983 | Betrayal                       | デヴィッド・ヒュー・ジョーンズ |
| 1983 | 『愛と追憶の日々』             | ジェームズ・L・ブルックス      |
| 1984 | 『インドへの道』               | デヴィッド・リーン             |
| 1985 | 『カラーパープル』             | スティーヴン・スピルバーグ     |
| 1986 | 『眺めのいい部屋』             | ジェームズ・アイヴォリー       |
| 1987 | 『太陽の帝国』                 | スティーヴン・スピルバーグ     |
| 1988 | 『ミシシッピー・バーニング』   | アラン・パーカー               |
| 1989 | 『ドライビング Miss デイジー』 | ブルース・ベレスフォード       |

### 1990年代
| 年   | 受賞作品                        | 監督                         |
| ---- | ------------------------------- | ---------------------------- |
| 1990 | 『ダンス・ウィズ・ウルブズ』    | ケビン・コスナー             |
| 1991 | 『羊たちの沈黙』                | ジョナサン・デミ             |
| 1992 | 『ハワーズ・エンド』            | ジェームズ・アイヴォリー     |
| 1993 | 『シンドラーのリスト』          | スティーヴン・スピルバーグ   |
| 1994 | 『フォレスト・ガンプ/一期一会』 | ロバート・ゼメキス           |
| 1994 | 『パルプ・フィクション』        | クエンティン・タランティーノ |
| 1995 | 『いつか晴れた日に』            | アン・リー                   |
| 1996 | 『シャイン』                    | スコット・ヒックス           |
| 1997 | 『L.A.コンフィデンシャル』      | カーティス・ハンソン         |
| 1998 | 『ゴッド・アンド・モンスター』  | ビル・コンドン               |
| 1999 | 『アメリカン・ビューティー』    | サム・メンデス               |

### 2000年代
| 年   | 受賞作品                      | 監督                        |
| ---- | ----------------------------- | --------------------------- |
| 2000 | 『クイルズ』                  | フィリップ・カウフマン      |
| 2001 | 『ムーラン・ルージュ』        | バズ・ラーマン              |
| 2002 | 『めぐりあう時間たち』        | スティーブン・ダルドリー    |
| 2003 | 『ミスティック・リバー』      | クリント・イーストウッド    |
| 2004 | 『ネバーランド』              | マーク・フォースター        |
| 2005 | 『グッドナイト&グッドラック』 | ジョージ・クルーニー        |
| 2006 | 『硫黄島からの手紙』          | クリント・イーストウッド    |
| 2007 | 『ノーカントリー』            | イーサン&ジョエル・コーエン |
| 2008 | 『スラムドッグ$ミリオネア』   | ダニー・ボイル              |
| 2009 | 『マイレージ、マイライフ』    | ジェイソン・ライトマン      |

### 2010年代
| 年   | 受賞作品                                | 監督                       |
| ---- | --------------------------------------- | -------------------------- |
| 2010 | 『ソーシャル・ネットワーク』            | デヴィッド・フィンチャー   |
| 2011 | 『ヒューゴの不思議な発明』              | マーティン・スコセッシ     |
| 2012 | 『ゼロ・ダーク・サーティ』              | キャスリン・ビグロー       |
| 2013 | 『her/世界でひとつの彼女』              | スパイク・ジョーンズ       |
| 2014 | 『アメリカン・ドリーマー 理想の代償』   | J・C・チャンダー           |
| 2015 | 『マッドマックス 怒りのデス・ロード』   | ジョージ・ミラー           |
| 2016 | 『マンチェスター・バイ・ザ・シー』      | ケネス・ロナーガン         |
| 2017 | 『ペンタゴン・ペーパーズ/最高機密文書』 | スティーヴン・スピルバーグ |
| 2018 | 『グリーンブック』                      | ピーター・ファレリー       |
| 2019 | 『アイリッシュマン』                    | マーティン・スコセッシ     |

### 2020年代
| 年   | 受賞作品                      | 監督                           |
| ---- | ----------------------------- | ------------------------------ |
| 2020 | 『ザ・ファイブ・ブラッズ』    | スパイク・リー                 |
| 2021 | 『リコリス・ピザ』            | ポール・トーマス・アンダーソン |
| 2022 | 『トップガン マーヴェリック』 | ジョセフ・コシンスキー         |